# Gary Esparza
Walter Gary Esparza Fabbiany (Babahoyo, 1934/1935) es un político ecuatoriano. Fue presidente del Congreso Nacional, entre 1983 y 1984.

## Biografía
Nació en la parroquia Caracol del cantón Babayoyo, provincia de Los Ríos. Realizó sus estudios secundarios en el Colegio Nacional Eugenio Espejo de Babahoyo y los superiores en la Universidad de Guayaquil, donde obtuvo el título de periodista.

### Vida política
Inició su vida política como secretario de la alcaldía de Babahoyo.
En las elecciones legislativas de 1979 fue elegido diputado nacional en representación de la provincia de Los Ríos por el partido Concentración de Fuerzas Populares, del que luego se separó. En 1982 fue elegido vicepresidente del Congreso Nacional, un año después fue elegido presidente del Congreso.
Durante su tiempo como presidente del legislativo se aprobaron las leyes de creación de la Universidad Técnica Estatal de Quevedo y de los cantones Montalvo y La Troncal.
De 2005 a 2013 fue presidente de la Casa de la Cultura núcleo Los Ríos.